# Рок над Волга
Рок над Волга е руски рок фестивал, провеждащ се ежегодно в Самара на 12 юни – денят на Русия.
Спонсориран е от правителството на Самарска област, а входът за зрителите е свободен. В „Рок над Волга“ участват не само най-големите звезди на руския рок, но и световноизвестни изпълнители като Дийп Пърпъл, Таря Турунен, Рамщайн и др.

## История

### 2009
- Водещите Василий Уткин и Анастасия Мискина.
- Сцената на фестивала
- Група FPG

Първият фестивал е проведен на 12 юни 2009. Водещи са футболният коментатор Василий Уткин и тенисистката Анастасия Мискина. Първото издание на „Рок над Волга“ е посетено от 167 000 зрители. Участници са групите Дайте2, Что Ещё, Море!, F.P.G., Mordor, Чайф, Аквариум, Ария, Чиж & Co, Ken Hensley, Воскресение, ДДТ, Ю-Питер, Сплин, Король и Шут, Агата Кристи, Apocalyptica, Алиса.
На 1 август 2009 телевизията ТВ Центр излъчва събитието.

### 2010
- Актьорът Дмитрий Дюжев е водещ на събитието от 2010 до 2012
- Сцената
- Игор Тимофеев – китарист на група Аквариум

През 2010 водещи на феста са актьорът Дмитрий Дюжев, известен с ролята си в Бригада, вокалистът на група „Аукцыон“ Олег Гаркуша, актьорът Константин Хабенский и тв водещата Елена Перова. Фестивалът е излъчен в ефира на Първи канал ден след провеждането си. Хедлайнери на събитието са легендарните Дийп Пърпъл, а освен това участват Mordor, Чайф, Ю-Питер, Аквариум, Машина времени, Корол и Шут, Пелагея, Сплин, Кипелов и Алиса. Фестивалът е посетен от 220 000 зрители.

### 2011
- Зрителите
- Корол и Шут
- Таря Турунен

През 2011 „Рок над Волга“ събира 253 000 зрители. Водещи отново са Дмитрий Дюжев и Олег Гаркуша, а също така и Гоша Куценко и Тута Ларсен. Гвоздеят на събитието е участието на финландската певица Таря Турунен. Освен това феста ще се запомни с участието на Бурановские бабушки заедно с Вячеслав Бутусов и група Ю-Питер. Също участват и групите Mordor, Чайф, Би-2, Ночные Снайперы, Король и Шут, Аквариум, Машина времени, Сплин, Skunk Anansie, Звуки Му, ДДТ, Кипелов, Алиса.

### 2012
- Лимп Бизкит са хедлайнер на феста
- Вячеслав Бутусов
- Сцената на феста

През 2012 фестивалът се провежда ден по-рано – на 11 юни, но събира 307 000 души. Освен титулярните водещи Дмитрий Дюжев и Олег Гаркуша, събитието е водено от Сергей Светлаков и Олга Шелест. Участват Mordor, Би-2, Ю-Питер, Аквариум, Ленинград, Корол и Шут, ZAZ, Океан Елзи, Игор Растеряев, Garbage, Алиса, Limp Bizkit.

### 2013
- Смисловие Галюцинации участват за първи път през 2013.
- Валерий Кипелов е един от най-известните руски рок певци.
- Би-2

През 2013 „Рок над Волга“ събира рекорден брой зрители – 691 000. Водещи са Олег Гаркуша и Сергей Галанин. Хедлайнер са немската група Рамщайн. Освен тях участват „Mordor“, „Смисловие галюцинации“, „Би-2“, „Чиж & Co“, „Пикник“, „Аквариум“, „Кипелов“ и „Алиса“. Фестивалът е излъчен по ТВ Центр на 12 юни 2013.